# Université Princesse Nora bint Abdul Rahman
L'Université Princesse Nora bint Abdul Rahman ou PNU (en arabe : جامعة الأميرة نورة بنت عبد الرحمن) est une université saoudienne publique réservée aux femmes inaugurée en 2008 à Riyad. Composée de 5 facultés regroupant 18 départements, l'université dispense des enseignements principalement orientés vers la santé, l'éducation, et les langues. Il s'agit du plus grand établissement universitaire pour femmes en Arabie saoudite et dans le monde.

## Historique
La première université pour l'éducation des femmes ouvre en Arabie saoudite en 1970 sous la tutelle de la Présidence générale pour l'éducation des filles. Par la suite, 102 universités similaires réunissant 600 000 étudiantes ouvrent dans 72 villes saoudiennes sous l'impulsion d’une politique d'éducation des jeunes filles du Royaume. Au début des années 2000, Riyad compte 6 universités réservées aux femmes dispensant des cours d'éducation, services sociaux, sciences, arts et arts ménagers.
En 2004, une ordonnance royale est émise afin de créer, sous la supervision du ministère de l'enseignement supérieur, la première université exclusivement réservée aux femmes à Riyad. L'université naît de la fusion des six facultés de Riyad, auxquelles sont adjointes de nouvelles facultés créées dans le but de promouvoir l'éducation et le développement des femmes dans le Royaume.
En 2008, le roi Abdallah ben Abdelaziz Al Saoud pose la première pierre du nouveau campus de l'Université, et nomme la faculté du nom de la sœur du premier roi d'Arabie saoudite, la Princesse Nora bint Abdul Rahman. Il inaugure l'université le 15 mai 2011. En 2012, la proportion de femmes dépasse celle des hommes dans l'enseignement supérieur public saoudien (51,8 %).
En 2016, l'université signe un protocole d'accord avec l'Autorité générale des sports pour augmenter la participation des femmes dans les activités sportives de 40 % au niveau national d'ici 2030. L'université lance le premier tournoi féminin professionnel de squash, le Saudi PSA Women's Squash Masters 2017, rassemblant des équipes de 12 nationalités sous la direction de Nour El Sherbini, championne égyptienne de squash. La même année, l’université est choisie par l'Autorité saoudienne du divertissement pour accueillir l' un des premiers spectacles culturels mixtes du Royaume, une performance de hip-hop animée par le groupe iLuminate de New York.
Au début de 2018, à la suite de l'autorisation des femmes à conduire dans le Royaume, l'université devient la première d'Arabie saoudite à ouvrir une école de conduite pour les femmes.

## Cursus
Département des sciences humaines
- Faculté de l'éducation
- Faculté des beaux-arts
- Faculté des services sociaux
- Faculté d'arts et de design
- Faculté de langues

Département de sciences
- Faculté de sciences
- Faculté d'informatique et des sciences de l'information
- Faculté d'administration des affaires

Département de médecine
- Faculté d'infirmières
- Faculté de pharmacie
- Faculté des sciences de la santé et de la réadaptation
- Faculté dentaire
- Faculté de médecine

Département de langue arabe

## Recherche
L'université dispose de centres de recherches au sein des départements des arts, des sciences, des services sociaux et de la santé. Elle finance les thèses et les projets de recherches entrepris par les étudiantes dans plusieurs domaines.

## Partenariats
L'université Princesse Nora bint Abdul Rahman dispose de partenariats avec l'Université Queen Mary en Écosse, l'Université pour femmes de Sookmyung en Corée et l'Université américaine de Beyrouth. 
L'opérateur international de franchise de vente au détail Alshay lance en 2012 un partenariat avec l'université dans le but de former puis d'employer les étudiantes saoudiennes à la vente au détail. Depuis 2018, Dell propose une formation de data scientist aux étudiantes de l'université.

## Organisation
L'université est dirigée par un conseil de 38 personnes regroupant les doyens de toutes les facultés présentes au sein de l'université. Le conseil de l'Université est constitué de :
- Président du Conseil : Ahmed ben Mohamed al Eissa (ministre de l'Éducation)
- Vice-présidente : Hoda bint Mohamed al Ameel (rectrice de l'université)
- Secrétaire du Conseil : Nadra bint Hamoud al Moajal (vice-rectrice des affaires académiques)

## Campus
Le campus compte plus de 10 000 logements pour accueillir les élèves, et environ 1 500 villas et appartements pour les enseignants et le personnel. Le campus est réparti sur 8 millions de m² et possède son propre métro automatisé de niveau 4 (11,85km).
Le campus comprend aussi un hôpital de 600 lits, des installations sportives dont des salles de sport (basket-ball, volley-ball, gymnastique, vélo, etc.), une piscine olympique ainsi qu'une bibliothèque universitaire qui abrite 5 millions de livres.